# Karel Vávra (herec)
Karel Vávra (16. května 1884 Praha-Nové Město – 11. dubna 1931 tamtéž), byl český herec a divadelní režisér.

## Rodina, studium, divadelní začátky
Pocházel ze staré, pražské, patricijské mlynářské rodiny. Také další členové rodiny se nakonec věnovali jinému oboru – jeho tři strýci – Antonín Vávra (1847–1932), tenorista a Václav Vávra (1854–1922) a Jan Vávra (1861–1932), oba herci a také jeho bratranci, dva synové herce Jana Vávry – Jan Hilbert Vávra (1888–1950), byl zpěvákem a Miloš Vávra (1894–1964) hercem a lékařem.
Z reálky přešel na malířskou Akademii a zde studoval v letech 1902 až 1904 u prof. Hanuše Schwaigra. Vystupoval s ochotnickou skupinou, svou první větší roli odehrál v roce 1905 v Gorkého Na dně. V roce 1908 odešel do Německa studovat na Vysoké škole dramatické, kterou vedl Em. Reicher. Po ukončení školy nastoupil u Městského divadla v bavorském Landshutu. Postupně pak hrál v německých divadlech v Poznani, Flensburgu, Hannoveru a Amsterdamu. V období 1914–1919 byl členem Meinhardtova a Bernauerova divadla v Berlíně.

## Angažmá v Praze
V letech 1919 až 1931 působil v Divadle na Vinohradech.
Divadelní šatnu na Vinohradech sdílel po deset let s kolegy Bedřichem Vrbským a Jaroslavem Vojtou. Na Vinohradech nastudoval desítky rolí a také zde režíroval.
V roce 1930 hostoval jako herec v pražském Národním divadle ve hře Podivná mezihra v režii K. H. Hilara.

## Citát
| „                  | Nikdy nezapomenu na monolog Kublaje chána nad mrtvou Kukašin. V té době už těžce nemocný Vávra, tento ironik a sarkastik života, vložil do monologu úžasně citový náboj, plakal na jevišti nedivadelními slzami. Kdo tehdy mohl, stál přitom vždycky v portálu, všichni tušili, o co jde: to bylo loučení. Loučení Kublaje s Kukašin, herce s divadlem, člověka se životem. Byla to jeho poslední role... | “ |
| — Vladimír Hlavatý | |   |

## Divadelní role, výběr (Divadlo na Vinohradech)
- 1920 Jan Bartoš: Krkavci, Dlask, režie Karel Hugo Hilar
- 1920 Oscar Wilde: Na čem záleží, Worthing, režie František Hlavatý
- 1920 August Strindberg: Slečna Julie, Jean, režie Karel Vávra
- 1921 Alois Jirásek: Emigrant, páter, režie Jaroslav Kvapil
- 1922 William Shakespeare: Othello, Jago, režie Jaroslav Kvapil
- 1922 L. N. Tolstoj: Anna Karenina, Karenin, režie Jan Bor
- 1922 Karel Čapek: Věc Makropulos, Prus, režie Karel Čapek
- 1922 Fráňa Šrámek: Měsíc nad řekou, Vilík, režie Jaroslav Kvapil
- 1923 Fráňa Šrámek: Plačící satyr, Zloch, režie Karel Čapek
- 1923 William Shakespeare: Cymbelin, Jachimo, režie Jaroslav Kvapil
- 1923 Emanuel Bozděch: Baron Goertz, Goertz, režie Bohuš Stejskal
- 1923 Maurice Maeterlinck: Stilmondský starosta, Velitel Baron von Rochow, režie Karel Vávra
- 1924 Rosso di San Secondo: Ó, loutky, jaká vášeň!, Šedě oděný pán, režie Bohuš Stejskal
- 1924 Bohumír Treybal: Protekce, Ministr, režie František Hlavatý
- 1925 William Shakespeare: Macbeth, titul. role, režie Jaroslav Kvapil
- 1925 Gerhard Hauptmann: Potopený zvon, Skřet, režie Jan Bor
- 1925 Fráňa Šrámek: Soud, Roubal, režie Jaroslav Kvapil
- 1925 G. B. Shaw: Člověk a nadčlověk, John Tanner, režie Jan Bor
- 1926 William Shakespeare: Lásky lichá lest, Biron, režie Jaroslav Kvapil
- 1927 William Shakespeare: Julius Caesar, titul. role, režie Jaroslav Kvapil
- 1927 William Shakespeare: Hamlet, Claudius, režie Jaroslav Kvapil
- 1927 Jaroslav Vrchlický: Noc na Karlštejně, Karel IV., režie Jaroslav Kvapil
- 1927 František Langer: Grandhotel Nevada, milionář, režie Jaroslav Kvapil
- 1927 Luigi Pirandello: Rozkoš z počestnosti, Baldorino, režie Bohuš Stejskal
- 1928 F. M. Dostojevskij: Zločin a trest, Porfirij Petrovič, režie Jan Bor
- 1928 Oscar Wilde: Salome, Herodes, režie Bohuš Stejskal
- 1928 Luigi Pirandello: Nahé odívati, Grotti, režie Bohuš Stejskal
- 1928 Robert Walter: Velké umění babické (Smrt Sokratova), Sokrates, režie Josef Kodíček
- 1928 Edmond Rostand: Orlík, Kníže Metternich, režie František Hlavatý
- 1928 Arnošt Dvořák: Kalich, Kardinál Petr z Aljaku, režie Jan Bor
- 1929 A. P. Čechov: Člověk Platonov, titul.role, režie Bohuš Stejskal
- 1929 G. B. Shaw: Hrdinové, Bluntschli, režie Josef Kodíček
- 1930 William Shakespeare: Othello, Jago, režie Jan Bor
- 1930 Ferdinand Bruckner: Zločinci, Darmochleb, režie Josef Kodíček
- 1930 Eugene O'Neill: Miliónový Marco, Chán Kublaj, režie Jan Bor

## Divadelní role (Národní divadlo)
- 1930 Eugene O'Neill: Podivná mezihra, Edmund Darell (j. h.), režie K. H. Hilar

## Divadelní režie, výběr (Divadlo na Vinohradech)
- 1919 Jaroslav Maria: Dolfa
- 1920 August Strindberg: Slečna Julie
- 1921 František Zavřel: Návrat
- 1922 Noel Coward: Rozluka
- 1923 Maurice Maeterlinck: Stilmondský starosta
- 1923 Kurt Götz: Ingeborg
- 1924 Victorien Sardou: Fedora
- 1924 Karel Scheinpflug: Druhé mládí
- 1924 Lila Bubelová: Fínka doktorova
- 1924 Lila Bubelová: My a oni
- 1924 Karel Scheinpflug: Druhé mládí
- 1925 Jan Bartoš: Nabídnutí k sňatku
- 1927 Karel Scheinpflug: Pod závojem
- 1927 Henrik Ibsen: Hedda Gablerová

## Filmografie
- 1920 Magdalena, role: Jiřího přítel, režie Vladimír Majer
- 1922 Bludička, dr. Vlasák, režie Thea Červenková
- 1923 Za oponou smrti, syn, režie Ferenc Futurista

## Osobnosti divadla a kultury vzpomínají na Karla Vávru
František Černý
- V letech dvacátých byl diváky i kritikou velmi ceněn i Karel Vávra, kterého v roce 1919 angažoval K.H.Hilar z německých scén do Městského divadla. Herec, působící zprvu poněkud cizorodě svou výslovností i přednesem, měl odpor ke komediálnímu či okázale poetizovanému herectví, a proto usiloval o velmi střízlivý, civilní a strohý projev. Na diváky působil ve svých ne příliš individualizovaných hereckých postavách především svým kultivovaným intelektem, „duchovním půvabem“, mimořádnou inteligencí...Svůj herecký projev soustavně poutal a kontroloval intelektem.[11]

Ladislav Boháč
- Pohostinsky vystoupil v „Podivné mezihře“ člen Vinohradského divadla Karel Vávra. Poprvé jsem ho viděl ve Strindbergově „Slečně Julii“ – a hned mě zaujal tento střízlivý, nepatetický herec, který mluvil ostře sekaným hlasem a postavu tvořil racionálně, spíš intelektem než prožitkem. Na první pohled bylo patrné, s jakou přísnou sebekázní pracuje. Kritika k němu nebývala příliš štědrá. I když musela uznat, že jeho postavy jsou přesvědčivé, jeho cudný výkon jí byl přece jenom málo komediální.[12]

Karel Engelmüller
- Karel Vávra a Bohuš Zakopal! Odešli předčasně oba, jeden ze života, druhý s jeviště- Ale s jejich jmény a uměním spjato je první radostné čtvrtstoletí Městského divadla pražského nejúžeji a nejhrději a v jejich duchu a slavném odkazu nechť vede šťastně cesta dál, k novým výšinám a do dalších epoch našich divadelních úspěchů[13]

Joža Götzová
- Prvý dojem, který jste měli z Karla Vávry, byla velká kultura, vnitřní složitost, živá inteligence a vnitřní jemnost. Útlý zjev, tichý hlas, a při tom velká přesvědčivost ve vnitřní složitosti. Chtěl-li kdo civilnost – zde byla. Vávra byl civilní samou svou podstatou a všemi prostředky. Neměl možností rozpoutané živočišnosti, živelné výbušnosti, zemité pudovosti. Vše v něm zkulturnělo. Byl to moderní člověk, který měl v sobě všechny pudové složky ochočené, všechny běsy ovládnuté, všechny prvotní vzněty zdušené ironií, všechen přírodní základ přeformovaný v jasné vědomí. Výsledek byl – vysoká inteligence. A ta s sebou přináší podivnou ironii, jíž se dostával Vávra vždycky nad každou situaci.[14]

František Kovářík
- To byl podivuhodný člověk, ten Vávra. Přišel z Německa, kde hrál německy, dobře však znal češtinu. Byl do sebe uzavřený, málomluvný, jako by prožíval svůj život pro sebe, aniž by ho někomu sděloval. A skvělý herec! Ukázněný ve slovech i v pohybech, vnějškem aristokrat, v myšlení břitký jako nůž. Kdo ho však poznal blíž, ten věděl, kolik vřelosti je v jeho srdci. Dlouho těžce churavěl a přemáhal svou nemoc jak jen mohl, aby nebylo nic znát. Když potom sedmačtyřicetiletý v roce 1931 zemřel, napsal o něm v Českém slově, dodnes si to pamatuji, moc pěkně Jindřich Vodák, že „byl umělcem vysoce kulturním v té své potřebě přímosti, čistoty a svéodpovědnosti“. Na jeho Chána Kublaje v O´Neillově „Miliónovém Markovi“, v němž jsem také hrál, opravdu nemohu zapomenout. Jako by se v té své poslední roli loučil s tímto světem.[15]

Jaroslav Kvapil
- ...jinak jsem se na Královských Vinohradech vracel častěji a novými způsoby k svým Shakespearům dřívějším a úhrnem jsem jich tam za své sedmileté činnosti zas jedenáct provedl. A nemohu z té doby nevzpomenouti mrtvého už Karla Vávry, toho výmluvného Ulyssa, břitkého Jaga i kritikou nepochopeného Macbetha![16]

Vladimír Hlavatý
- Byl to zvláštní člověk. Většinu svého hereckého života strávil na jevištích v Německu, byl snad dokonce i u Meiningenských. Do Prahy přišel dokonale vyzbrojen německou expresionistickou školou.[17]

- Karlíček – jak mu v souboru říkali – Vávra chodil v civilu neelegantně elegantní. Šaty ušité bůhví od koho, odstávající revery u saka, kalhoty dosti vysoko nad kotníky, ovšem vždy pečlivě ošetřené boty a krásně uvázaný uzel na kravatě. Jeho chůze byla chůzí geparda, který se chce právě rozběhnout, jeho zvláštní tvář byla něco mezi velkou ošklivostí a podmanivou krásou, měl okouzlující chlapecký úsměv a řezavý smích...Vávra měl vybroušené společenské chování, byl zdvořilý, ohleduplný a ke kolegům, zejména k dámám, velice taktní.[18]

- Žil nočním životem. Jeho podnik byl bar „Sport“ v dnešním hotelu Kriváň na náměstí I. P. Pavlova. Tam obyčejně s rolí pod paží po představení zabrousil, usedl, nikdy to s alkoholem nepřehnal, ale velmi miloval dámskou společnost. Byl vždycky obklopen všemi přítomnými dámami, skvěle je bavil a barem se rozléhalo furioso jeho smíchu.[19]

Bedřich Vrbský
- Přišli jsme k Vinohradskému divadlu současně v roce 1919. Vávra z Berlína, Vojta z Brna. Vystupovali jsme na angažmá během května a června v několika rolích a ač jsme byli vlastně konkurenty, spřátelili jsme se ještě dříve, než jsme byli angažováni. Bylo to přátelství upřímné, nezištné, nezávislé a obětavé.[20]

- Byl mi nejen přítelem, ale i učitelem, nejen na divadle, ale i v životě. Dovedl poradit, potěšit, povzbudit. Sám si nikdy nestěžoval, ani když se mu ubližovalo (a bohužel se mu někdy ubližovalo) ani když jej zákeřná choroba zbavovala jeho největší lásky – divadla. Každý druhý člověk byl by se již dávno léčil někde v sanatoři, ale Vávra stále odkládal a říkal: „Jen ještě tuto roli, pak odjedu a snad se to spraví“.[21]

Jan Bor
- Karel Vávra nebyl z těch umělců, kteří rozvášňují dav k bouřlivému nadšení. Nebyl vývozním reprezentantem pro hostování. Byl nekompromisní osobnost, umíněně svůj, někdy až nezáživný, zasazuje tvrdé údery dojmů, chutnal trpce, požadoval po divákovi velkou kultivovanost, bojoval v prvé řadě za nový dramatický výraz. Předjal tak zvaný civilismus o řadu let dříve, než si jej teoreticky vymyslili hlasatelé divadelního vývoje...Herci jeho hodnoty jsou nejvzácnější, protože jejich velikost nevyrůstá jen z talentu a vnějších tělesných prostředků, ze šťastných náhod divadelní konjunktury, z přízně a osobní záliby představených, z obliby obecenstva a pochvaly kritiky.[22]

- Čtyři divadelní pokolení vydala jen dva herce Vávrovy urozené a vypěstované jedinečnosti: Bittnera a Vojana. Vávra byl třetí a třebaže nedosáhl všestranného mistrovství Vojanova, není v dnešní generaci herecké nikoho, kdo by ho mohl nahraditi. Svou věrnost Městskému divadlu, které každý úspěch a jeho veřejné uznání musí si tvrdě zasloužiti, zaplatil Vávra svou poslední bolestí: po dvanáctiletém trvání republiky zemřel, aniž by se mu dostalo státní herecké ceny. Naše divadelní generace bude vždy vzpomínati jeho ryzího, nenapodobitelného umění, jeho vzácné lidské osobnosti ajeho kruté smrti, jež ho srazila v plném rozletu k cíli.[23]

- Karel Vávra byl stejně veliký a svůj a čistý jako člověk i umělec. Vávra člověk byl z nejvzácnějších, jaké kdy české divadlo mělo.[21]